# تنال (اسم)
تنال هو اسم علم مؤنث من أصل عربي، ومعناه هو اسم بصيغة الفعل كفى يكفي ويغني.

## وصلات خارجية
- موسوعة السلطان قابوس لأسماء العرب نسخة محفوظة 5 أبريل 2019 على موقع واي باك مشين.